# Osiris longiceps
Osiris longiceps är en biart som beskrevs av Heinrich Friese 1930. Osiris longiceps ingår i släktet Osiris och familjen långtungebin. Inga underarter finns listade i Catalogue of Life.